# Le mont Thot
Le mont Thot (la « Colline de Thot ») est un site archéologique situé à Thèbes-Ouest à environ trois kilomètres au nord de la vallée des Rois et datant de la période thinite et du tout début du Moyen Empire (règne de Montouhotep III) sur lequel ont été construits successivement deux temples. Le nom du lieu vient du fait que Schweinfurth et Petrie ont découvert des fragments de statues de babouins du dieu Thot.

## Fouilles
Le temple en brique crue de Montouhotep III a été découvert en 1904 par l'égyptologue allemand Georg Schweinfurth puis fouillé par William M. Flinders Petrie en 1909 ; ce dernier pensait qu'il s'agissait d'un temple de fête-Sed de Montouhotep III. Entre 1995 et 1998, des fouilles hongroises ont été menées sous la direction de Győző Vörös et Rezső Pudleiner ; ces dernières ont révélé que le temple de Montouhotep était en fait un temple cultuel dédié à Horus, mais ils ont aussi découvert le temple archaïque en pierre située sous le précédent temple,,,.
Le site et son temple constituaient le point de départ d'une route du désert vers la Moyenne-Égypte. À environ cent-trente mètres à l'ouest, un autre bâtiment a été découvert, probablement destiné à l'hébergement des voyageurs et des pèlerins,,.

## Description

### Temple deMontouhotepIII
La structure en brique crue a été construite sur une terrace artificielle et consistait en un pylône d'entrée et de murs entourant un sanctuaire constitué de trois salles. Petrie a découvert des fragments de calcaire portant des inscriptions de fondation provenant d'un encadrement de porte et portant les noms de Montouhotep III. Un linteau avec des graffiti hiératique semble indiquer par ailleurs que le temple a dû s'effondrer à la fin de la XIe dynastie à cause d'un tremblement de terre. Ces fragments sont aujourd'hui conservés au Rijksmuseum van Oudheden de Leyde. Le temple était orienté précisément vers le lever héliaque de l'étoile Sirius, lié au dieu Horus vers 2 000 avant l'ère commune.

### Temple archaïque
Ce temple en pierre est le plus ancien temple thébain, avec un plan et une taille proches de celui de Montouhotep III si ce n'est qu'il n'avait qu'une salle dans le sanctuaire. Un vase d'albâtre, des coupes sacrificielles, des figurines animales en terre cuite et des restes d'animaux abattus ont été découverts dans les fosses de fondation aux quatre angles du temple. Un vase d'albâtre, des coupes sacrificielles, des figurines animales en terre cuite et des restes d'animaux abattus ont été découverts dans les fosses de fondation aux quatre angles du temple. Le temple n'était désaligné que de 2° vers le sud par rapport à la direction du lever héliaque de l'étoile Sirius de 3 000 avant l'ère commune,,,.

## Galerie

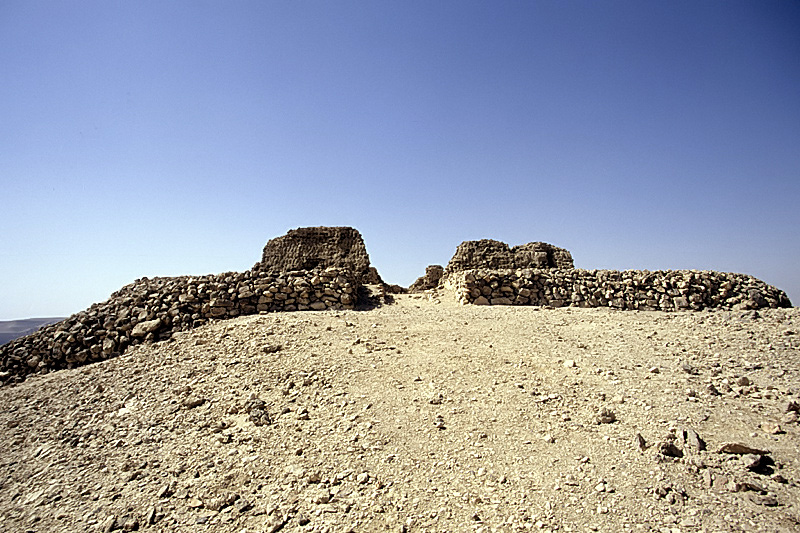
Entrée orientale du temple de Montouhotep III
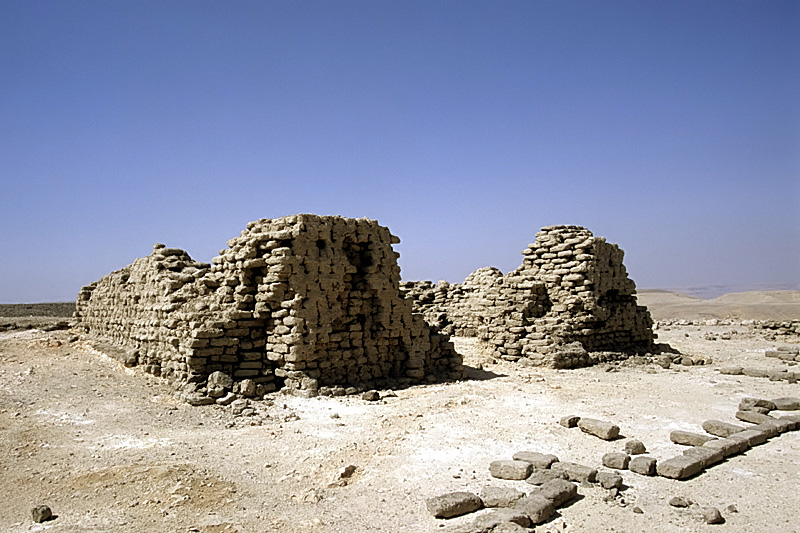
Temple de Montouhotep III
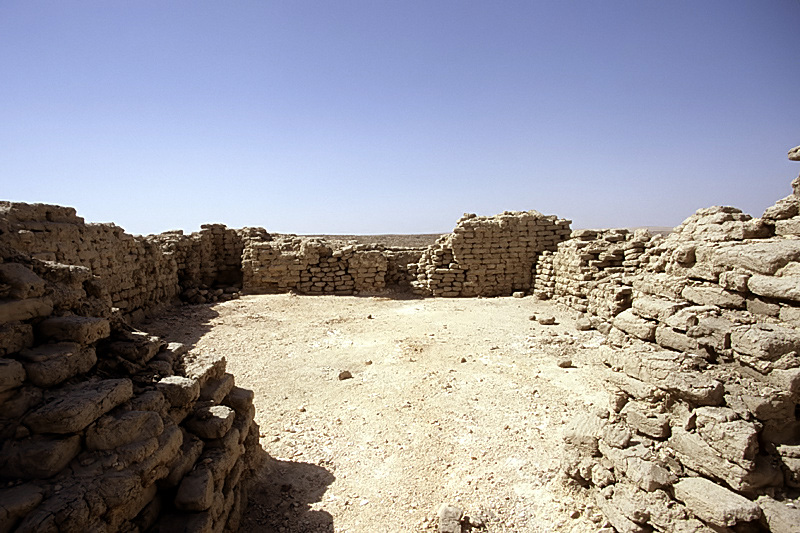
Intérieur du temple de Montouhotep III
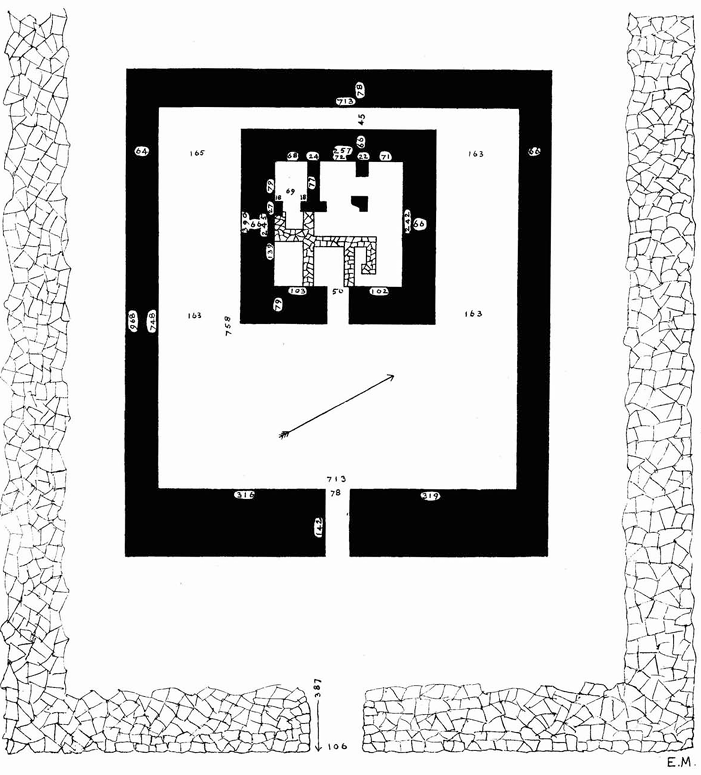
Plan du temple dressé par Petrie en 1909